# Funny Girl
Funny Girl (en Hispanoamérica, La Graciosa y Chica rara; en España, Una chica divertida) es una película musical de 1968 dirigida por William Wyler y basada en la obra teatral homónima de Isobel Lennart. El filme es especialmente recordado por ser el debut en el cine de Barbra Streisand, con el papel que la había hecho famosa en los teatros de Broadway (Nueva York) y Londres. Tuvo su secuela en Funny Lady de 1975.

## Argumento
La película relata la vida de la comediante Fanny Brice (Barbra Streisand), desde los días en los barrios judíos de clase baja de Nueva York hasta la cumbre de su carrera artística con las Ziegfeld Follies. Durante esta época Fanny se casa con Nick Arnstein (Omar Sharif), del cual acaba divorciándose.

## Producción
En el musical original de Broadway, Anne Bancroft sería la elegida para protagonizar el musical, pero a ella no le gustaron las canciones que le propusieron, entonces buscaron a Barbra Streisand y a Sidney Chaplin, ella obtuvo la segunda nominación al Tony como mejor actriz en un musical, que perdió contra la protagonista de Hello Dolly Carol Channing.

## Reparto
- Barbra Streisand es Fanny Brice.
- Omar Sharif es Nick Arnstein.
- Kay Medford es Rose Brice.
- Anne Francis es Georgia James.
- Walter Pidgeon es Florenz Ziegfeld.
- Lee Allen es Eddie Ryan.
- Mae Questel es Mrs. Strakosh

## Números musicales
1. "If a Girl Isn't Pretty" - Funny, Rose, y Mrs. Strakosh
2. "I'm the Greatest Star" - Fanny
3. "I'd Rather Be Blue Over You (Than Happy With Somebody Else)" - Fanny
4. "Rollerskate Rag" - Fanny y las coristas
5. "Secondhand Rose" - Fanny
6. "His Love Makes Me Beautiful" - Fanny y el reparto del teatro
7. "People" - Fanny
8. "You Are Woman, I Am Man" - Nick y Fanny
9. "Don't Rain on My Parade" - Fanny
10. "Sadie, Sadie" - Fanny y Nick
11. "Funny Girl" - Fanny
12. "My Man" - Fanny

 13. Who are you now

## Premios

### Oscar
| Año  | Categoría                         | Persona                                    | Resultado                                                         |
| ---- | --------------------------------- | ------------------------------------------ | ----------------------------------------------------------------- |
| 1968 | Mejor película                    | Mejor película                             | Candidata                                                         |
| 1968 | Mejor actriz                      | Barbra Streisand                           | Ganadora(compartido con Katharine Hepburn por The Lion in Winter) |
| 1968 | Mejor actriz de reparto           | Kay Medford                                | Candidata                                                         |
| 1968 | Mejor banda sonora - Adaptada     | Walter Scharf                              | Candidato                                                         |
| 1968 | Mejor canción original Funny Girl | Jule Styne Bob Merrill                     | Candidatos                                                        |
| 1968 | Mejor fotografía                  | Harry Stradling Henry Alekan               | Candidatos                                                        |
| 1968 | Mejor montaje                     | Robert Swink Mauri Winetrobe William Sands | Candidatos                                                        |
| 1968 | Mejor sonido                      | Jack Solomon                               | Candidatos                                                        |

### Globos de Oro
| Año  | Categoría                                            | Persona                                              | Resultado |
| ---- | ---------------------------------------------------- | ---------------------------------------------------- | --------- |
| 1969 | Globo de Oro a la mejor película - Comedia o musical | Globo de Oro a la mejor película - Comedia o musical | Candidata |
| 1969 | Globo de Oro al mejor director                       | William Wyler                                        | Candidato |
| 1969 | Globo de Oro a la mejor actriz - Comedia o musical   | Barbra Streisand                                     | Ganadora  |
| 1969 | Globo de Oro a la mejor canción original             | Jule Styne Bob Merrill Funny Girl                    | Candidata |